# Zhu Renxue
Zhu Renxue (* 6. April 1991 in Qujing) ist ein chinesischer Langstreckenläufer.

## Sportliche Laufbahn
Erste internationale Erfahrungen sammelte Zhu Renxue bei den Crosslauf-Weltmeisterschaften 2015 in Guiyang, bei denen er im Einzelbewerb auf Rang 71 gelangte. Im Jahr darauf qualifizierte er sich im Marathonlauf für die Olympischen Spiele in Rio de Janeiro, bei denen er in 2:25:31 h auf Rang 95 einlief. 2018 nahm er im 10.000-Meter-Lauf an den Asienspielen in Jakarta teil, bei denen er in 30:57,13 min den fünften Platz belegte.

## Persönliche Bestleistungen
- 5000 Meter: 14:11,15 min, 28. April 2012 in Wuhan
- 10.000 Meter: 29:01,04 min, 8. September 2011 in Hefei
- Halbmarathon: 1:09:05 h, 20. Oktober 2012 in Kunming
- Marathon: 2:18:17 h, 20. März 2016 in Chongqing